# Люта (община Конавле)
Люта (на хърватски: Ljuta) е село в Хърватия, разположено в община Конавле, Дубровнишко-неретванска жупания. Намира се на 110 метра надморска височина. Населението му според преброяването през 2011 г. е 194 души. При преброяването на населението през 1991 г. има 214 жители, от тях 208 (97,19 %) хървати, 4 (1,86 %) мюсюлмани, 1 (0,46 %) сърбин и 1 (0,46 %) от друга етническа група.

## Население
Численост на населението според преброяванията през годините:
- 1857 – 248 души
- 1869 – 255 души
- 1880 – 276 души
- 1890 – 291 души
- 1900 – 282 души
- 1910 – 239 души
- 1921 – 207 души
- 1931 – 206 души
- 1948 – 208 души
- 1953 – 215 души
- 1961 – 194 души
- 1971 – 213 души
- 1981 – 201 души
- 1991 – 214 души
- 2001 – 192 души
- 2011 – 194 души